# Lužani (gmina Prnjavor)
Lužani (cyr. Лужани) – wieś w Bośni i Hercegowinie, w Republice Serbskiej, w gminie Prnjavor. W 2013 roku liczyła 209 mieszkańców.